# Ostana
Ostana es una localidad y comune italiana de la provincia de Cuneo, región de Piamonte, con 74 habitantes.

## Evolución demográfica
| Gráfica de evolución demográfica de Ostana entre 1861 y 2010 |
|                                                              |
| Fuente ISTAT - elaboración gráfica de Wikipedia              |